# Joakim Frederik Schouw
Joakim Frederik (ou Joachimus Fredericus) Schouw (ou Schow)  (Copenhague, 1789 — 1852) foi um botânico dinamarquês.